# Très basse tension

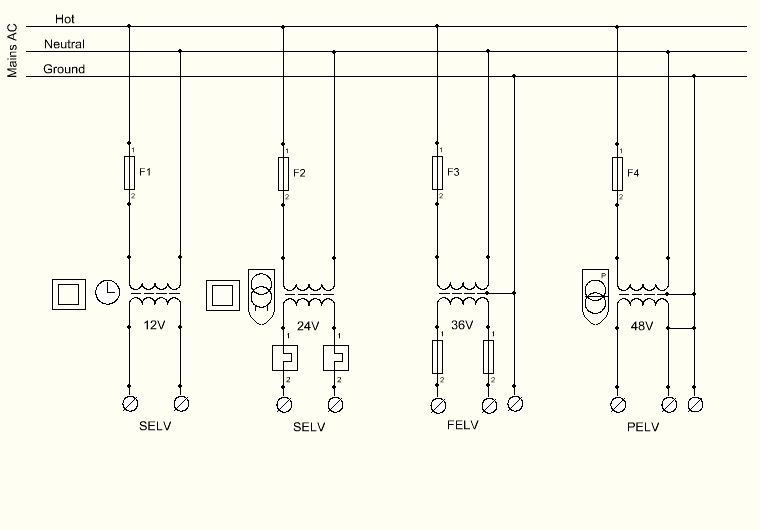
Installations basse tension pour des appareils basse tension. Utilisé par exemple dans des salles de bain.

La très basse tension est un domaine de tensions électriques dont les limites ont été déterminées réglementairement  : 
- en courant alternatif : U ≤ 50 volts en milieu sec,  U ≤ 25 volts en milieu humide
- en courant continu : U ≤ 120 volts en milieu sec,  U ≤ 60 volts en milieu humide

En France, le domaine très basse tension (abréviation TBT) est à l'origine régi par le décret n° 88-1056 du 14 novembre 1988, qui traite de la protection des travailleurs dans les établissements assujettis au code du travail (livre 2, titre 3) qui mettent en œuvre des courants électriques. Cette définition découle de la législation européenne dans ce domaine.
Le décret no 88-1056 a été abrogé et remplacé par les décrets 2010-1016, 2010-1017, et 2010-1018 intégrés dans le Code du Travail. La circulaire DGT 2012/12, du 9 octobre 2012, relative à la prévention des risques électriques précise les intentions de ces textes.

## Dangerosité
Certaines sources de TBT de forte puissance peuvent - en cas de court-circuit - générer des énergies extrêmement importantes susceptibles de provoquer de profondes brûlures, une dégradation de la vue due aux rayonnements ultraviolets et une perte auditive due au phénomène de blast (Effet de souffle).
Par ailleurs, il est considéré par les normes NF C15-100 et NF C18-510 qu'au-delà de certains niveaux de tensions, un contact (direct ou indirect) avec des pièces nues sous tension peut générer des courants électriques dangereux pour l'homme entraînant une électrisation ou une électrocution.
Par expérience il a été déterminé que le passage dans le corps humain d'un courant électrique de 30 mA pendant une durée de 30 secondes, peut entraîner une paralysie ventilatoire.
Un courant de 75 mA traversant le cœur pendant environ 1 s peut initier une fibrillation ventriculaire, pouvant entraîner la mort par choc électrique.

## Définitions

### La très basse tension de sécurité (TBTS)
Les sources de sécurité peuvent être  :
- un transformateur de sécurité conforme à la norme NF EN 61558-2-6
- un convertisseur électronique conforme à la norme NF EN 61347-2-2
- un groupe moteur-générateur ;
- des accumulateurs (ou piles) non reliés à leur chargeur.
- un panneau solaire non relié au réseau
- une pile à combustible

Le secondaire du transformateur (côté utilisation) ne doit en aucun cas être relié à la terre.
Les masses des matériels électriques devront être isolées de toutes les autres masses et ne pas être reliées à la terre, ni à un conducteur de protection (PE).
Le câblage du coffret ou de l'armoire électrique renfermant la source devra être organisé, afin qu'il ne puisse exister de "contamination" entre les circuits fonctionnant dans des domaines de tension différents. Concrètement, s'ils cheminent dans une même goulotte ou sur un même support, les conducteurs de câblage des circuits issus de la source de sécurité devront être isolés pour la tension la plus importante. De plus les borniers TBTS devront être séparés des autres soit par un espace d'au moins 50 mm, soit par une cloison métallique reliée à la terre. S'il est fait usage de câbles multi-paires pour véhiculer la Très Basse Tension les paires non utilisées devront être rassemblées sur un bornier mis à la terre.
Attention : le développement de moyens de protection pour éviter la "contamination" d'un circuit fonctionnant en TBTS, doit aussi s'exercer au niveau de son récepteur si celui-ci intègre aussi une alimentation électrique de toute autre nature ; ce peut être le cas sur certaines cartes électroniques. 
La protection contre les chocs électriques (contacts directs ou indirects) n'est pas obligatoire pour des tensions inférieures ou égales à 25V en courant alternatif et 60 V en courant continu. Au-delà, elle est obligatoire.
En condition immergée la tension ne doit pas dépasser 12 V la source de courant devant être déportée au-delà des volumes 0, 1 et 2 des salles d'eau. La protection contre les contacts directs doit être assurée, quel que soit le niveau de tension.

### La très basse tension de protection (TBTP)
La conception des installations fonctionnant en TBTP est identique à celle des installations fonctionnant en TBTS mais la liaison entre les parties actives et la terre côté utilisation existe.
La protection contre les chocs électriques (contacts directs ou indirects) n'est pas obligatoire pour des tensions inférieures ou égales à 12 V en courant alternatif et 30 V en courant continu. Au-delà, elle est obligatoire.
En condition immergée, la TBTP n'est pas admise.

### La très basse tension fonctionnelle (TBTF)
Est considérée comme fonctionnant en Très Basse Tension Fonctionnelle, toute installation ne satisfaisant ni aux conditions de mise en œuvre de la  TBTS, ni à celles de la TBTP.
Exemple : alimentation ne possédant pas de séparation principale avec des parties actives d’un autre circuit, comme l'autotransformateur, les diviseurs résistifs ou les diviseurs capacitifs.
L'utilisation de la TBTF requiert une protection contre les chocs électriques (contacts directs ou indirects) lors de toute intervention sur les circuits concernés.

## Autres facteurs importants

### La séparation des circuits
Contrairement à ceux utilisés en TBTF qui ne comportent qu'une isolation simple entre enroulements primaires et secondaires, les transformateurs utilisés pour la TBTS et pour la TBTP  possèdent une double isolation entre enroulements. Cette particularité induit une véritable séparation galvanique entre enroulements primaires et enroulements secondaires.
Il en va d'ailleurs de même des transformateurs de séparation des circuits, qui dans le domaine BT, étaient conformes aux normes NF C52-220 ou NF EN 60-742 (anciennes normes), et qui maintenant doivent être conformes à la norme NF EN 61558-2-4 pour les transformateurs actuels.

### Conditions d’emploi des matériels électriques portatifs dans une enceinte conductrice exiguë
Une enceinte conductrice exiguë est définie comme étant un local ou un emplacement dont les parois sont constituées de parties métalliques ou conductrices, à l’intérieur duquel une personne, du fait de l’exiguïté du lieu, a une partie importante de son corps en contact avec les éléments conducteurs (Caisson de ventilation, vides sanitaires, intérieur d’un silo, d’une cuve, d’une chaudière). 
Les lampes baladeuses doivent être alimentées obligatoirement en TBTS  par l'intermédiaire d'un transformateur de sécurité. 
L’outillage électroportatif à main peut être alimenté en TBTS mais aussi, en cas d'impossibilité, en Basse Tension, par l'intermédiaire d'un transformateur de séparation individuel. 
Dans tous les cas, les transformateurs d’alimentation devront être placés à l’extérieur des enceintes.
Le matériel sera de préférence de classe II, à défaut de classe I, mais dans ce cas la masse de ce matériel sera reliée à l’ensemble des éléments conducteurs de l’enceinte.
Les lampes baladeuses de fortune sont totalement interdites. Seul l’emploi de matériel normalisé répondant aux prescriptions de la norme NF EN 60598-2-8  est autorisé.
L’indice de protection (IP) doit être au minimum IP 45. De plus le câble d’alimentation et la fiche de courant doivent être non démontables afin de garantir un IP minimum. Avant utilisation d’une baladeuse, il est indispensable de vérifier son bon état.